# Sankt Ruprecht an der Raab
Sankt Ruprecht an der Raab là một đô thị thuộc huyện Weiz thuộc bang Steiermark, nước Áo. Đô thị Sankt Ruprecht an der Raab có diện tích 11,78 km², dân số thời điểm cuối năm 2005 là 1985 người.